# Pipe Spring National Monument
Il Pipe Spring National Monument è un Monumento nazionale degli Stati Uniti d'America situato nello stato dell'Arizona, ricco di storia dei nativi americani, di primi esploratori e dei pionieri mormoni. Amministrato dal National Park Service, Pipe Spring è stato inserito tra i National Register of Historic Places il 15 ottobre 1966, ed i confini del Pipe Spring National Monument Historic District (parte del monumento) furono allargati nell'ottobre del 2000.
L'acqua di Pipe Spring ha reso possibile la vita di piante, animali e persone all'interno di una secca regione desertica. I pueblo Anasazi e gli indiani Paiute Kaibab raccolsero semi, cacciarono animali e coltivarono raccolti nei pressi delle sorgenti per almeno 1000 anni.
Pipe Springs fu scoperta e gli fa dato il nome nel 1858 dalla spedizione dei missionari mormoni della Chiesa di Gesù Cristo dei santi degli ultimi giorni diretta dagli Hopi e guidata da Jacob Hamblin. Negli anni 1860 i pionieri mormoni provenienti da St. George (Utah) e guidati da James M. Whitmore portarono bestiame nella zona e fondarono un grosso ranch. Nel 1866 le tribù Apache, Navajo e Paiute della regione si unirono agli Ute per combattere la guerra di Falco Nero e, dopo che fu razziato Pipe Spring, fu costruito un forte protettivo nel sulla sorgente principale. L'anno dopo forte e ranch furono acquistati da Brigham Young per conto della Chiesa di Gesù Cristo dei santi degli ultimi giorni (Chiesa LDS). Il vescovo della vicina Grafton (Utah), Anson Perry Winsor, fu assunto per gestire il ranch ed il forte, subito chiamato Castello di Winsor. Questo avamposto isolato servì da stazione per le persone che attraversavano la Arizona Strip, ovvero quella parte di Arizona divisa dal resto dello stato dal Grand Canyon. Fu anche rifugio per le mogli poligame negli anni 1880 e 1890. La Chiesa LDS ne perse la proprietà in seguito all'Edmunds-Tucker Act federale del 1887.
Nonostante il loro stile di vita sia stato fortemente influenzato dall'insediamento mormone, i Paiute continuarono a vivere nella zona finché nel 1907 fu creata la riserva indiana Kaibab Paiute attorno al ranch di Pipe Spring.
Nel 1923 il ranch di Pipe Spring fu acquistato e trasformato in monumento nazionale per poter ricordare la vita dei pionieri dell'ovest. Oggi il Pipe Spring National Monument, il Kaibab Band of Paiute Indians Visitor Center ed il museo spiegano la storia umana dell'area nel corso del tempo. Visite quotidiane del castello di Winsor, dimostrazioni estive di "vita quotidiana", un frutteto ed un giardino ed un sentiero da quasi un chilometro offrono un assaggio della vita indiana e pionieristica del vecchio West. La tribù Paiute gestisce un vicino accampamento.